# Manuel Aragón Reyes
Manuel Aragón Reyes (Benamejí, Córdoba, 16 de julio de 1944) es un catedrático de Derecho Constitucional y magistrado emérito del Tribunal Constitucional de España.

## Reseña biográfica

### Trayectoria profesional y académica
Nacido en Benamejí (Córdoba), el 16 de julio de 1944, Manuel Aragón Reyes obtuvo la licenciatura en Derecho por la Universidad Complutense de Madrid en 1970. Se doctoró en Derecho por la misma Universidad (1973) con una tesis centrada en la figura de Manuel Azaña. La carrera universitaria de Aragón Reyes ha estado desde sus comienzos ligada al magisterio de Francisco Rubio Llorente, de quien ha sido un destacado discípulo y un estrecho colaborador. En 1979 accedió a la condición de profesor agregado en la Universidad de Zaragoza, y en 1981 obtuvo la cátedra de Derecho Constitucional en la Universidad del País Vasco. Entre 1981 y 1987 fue catedrático en la Universidad de Valladolid y, desde esta última fecha, ha desempeñado su docencia en la Universidad Autónoma de Madrid.
Con una obra científica extensa y variada, el profesor Aragón Reyes es uno de los principales referentes actuales del Derecho constitucional español. Es autor de varios libros y de más de dos centenares de artículos que cubren todas las áreas de la disciplina: teoría de la Constitución, instituciones políticas, organización territorial del Estado, jurisdicción constitucional y derechos fundamentales. Entre los temas a los que ha prestado una especial dedicación, cabe destacar —además de sus iniciales trabajos sobre Manuel Azaña— el del control jurídico y político del poder —asunto sobre el que ha escrito diversas monografías—, la forma parlamentaria de Gobierno, la democracia, la jurisdicción constitucional o la Corona. 
Bajo su magisterio se han formado numerosos constitucionalistas destacados, entre los que se cuentan catedráticos y magistrados de tribunales constitucionales y altos tribunales de derechos humanos iberoamericanos. Junto a su actividad docente en España, ha sido profesor de Derecho Constitucional en la Universidad de Florencia; profesor extraordinario en el Instituto de Investigaciones Jurídicas de la Universidad Nacional Autónoma de México y en la Universidad Externado de Colombia; así como profesor visitante en varias universidades europeas (Marsella, Siena, Pisa, Roma, Padua, Católica de Lisboa y Heidelberg) e iberoamericanas (Buenos Aires, Mendoza, Tucumán, Porto Alegre, Los Andes-Bogotá y Rosario-Bogotá). El 26 de abril de 2013 fue investido doctor honoris causa por la Universidad Juárez Autónoma de Tabasco. El 17 de junio de 2016, fue condecorado con la Gran Cruz de la Orden de San Raimundo de Peñafort, al mérito de la Justicia.
Aragón Reyes es miembro del consejo de redacción de numerosas revistas científicas, españolas y latinoamericanas. Dirige el área de Derecho constitucional de IUSTEL y, tras el fallecimiento de su maestro, el profesor Rubio Llorente, ha pasado a dirigir la prestigiosa Revista Española de Derecho Constitucional y a codirigir, junto con Pedro González-Trevijano, la colección Estudios Constitucionales del Centro de Estudios Políticos y Constitucionales.
Además de la docencia y la investigación, ha desarrollado una amplia actividad de servicio público en numerosos cargos. Fue Subdirector del Centro de Estudios Constitucionales entre 1980 y 1983 y, entre 1983 y 1986, ocupó la dirección interina del organismo y, como miembro nato, el cargo de Consejero de Estado. Posteriormente, fue director de la Escuela de Trabajo Social de la Universidad de Valladolid y Vocal de la Junta Electoral de Castilla y León (1986-1987). Entre 1994 y 1998 fue Decano de la Facultad de Derecho de la Universidad Autónoma de Madrid y, entre 1996 y 2004, Presidente del Consejo Económico y Social de la Comunidad de Madrid.
En el año 2004, fue nombrado, a propuesta del Gobierno, Magistrado del Tribunal Constitucional, cargo que ocupó hasta 2013. Durante este período, una seña de su identidad en el ejercicio de la jurisdicción ha sido, según numerosas fuentes, la independencia de criterio frente a las presiones políticas.
Aragón Reyes es miembro de la Academia Nacional de Derecho y Ciencias Sociales de Córdoba (Argentina), miembro colaborador de la Ilustre Sociedad Andaluza de Estudios Histórico-Jurídicos, y académico correspondiente de la Real Academia de Ciencias, Bellas Letras y Nobles Artes de Córdoba. En febrero de 2012 fue elegido académico de número de la Real Academia de Jurisprudencia y Legislación. Pronunció su discurso de ingreso, Uso y abuso del decreto-ley. Una propuesta de reinterpretación constitucional, el 6 de abril de 2016, en un acto presidido por Felipe VI de España.
Está casado con Carmen Alonso Ledesma, catedrática de Derecho Mercantil, con quien tiene dos hijos.

## Cargos, premios y reconocimientos
- Subdirector del Centro de Estudios Constitucionales (1980-1983)
- Director en funciones del Centro de Estudios Constitucionales (1983-1986)
- Académico Correspondiente de la Academia Nacional de Derecho y Ciencias Sociales de Córdoba (Argentina) (1986)
- Consejero de Estado (nato) (1983-1986)
- Decano de la Facultad de Derecho de la Universidad Autónoma de Madrid (1994-1998)
- Magistrado del Tribunal Constitucional (2004-2013)
- Hijo Predilecto de la Subbética Cordobesa (desde 2008)
- Académico de Número de la Real Academia de la Jurisprudencia y Legislación (electo desde 2012)
- Doctor Honoris Causa por la Universidad Juárez Autónoma de Tabasco (2013)
- Miembro de la Ilustre Sociedad Andaluza de Estudios Histórico-Jurídicos (desde 2013)
- Académico Correspondiente de la Real Academia de Ciencias, Bellas Letras y Nobles Artes de Córdoba (desde 2013)
- Medalla de la Orden al Mérito Constitucional (2014)
- Gran Cruz de la Orden de San Raimundo de Peñafort (2016)
- Recibió la medalla de honor que otorga la World Jurist Association (2019)[1]

## Selección de publicaciones representativas
- Para una relación más completa, puede consultarse: F. Rubio Llorente, J. Jiménez Campo, J. J. Solozábal Echavarría, P. Biglino Campos y Á. Gómez Montoro (coords.), La Constitución política de España. Estudios en homenaje a Manuel Aragón Reyes, Centro de Estudios Políticos y Constitucionales, Madrid, 2016, pp. 967-986.

### Libros
- Constitución y democracia, Tecnos, Madrid, 1989.
- Dos Estudios sobre la Monarquía parlamentaria en la Constitución española, Cuadernos Civitas, Madrid, 1990.
- Gobierno y Cortes, Instituto de Estudios Económicos, 1984.
- Constitución y control del poder, Ediciones Ciudad Argentina, Buenos Aires, 1995.
- Libertades económicas y Estado social, McGraw Hill, Madrid, 1995.
- El juez ordinario entre legalidad y constitucionalidad, Instituto de Estudios Constitucionales Carlos Restrepo Piedrahíta, Universidad Externado de Colombia, Bogotá, 1997.
- Constitución y control del poder. Introducción a una teoría constitucional del control, Universidad Externado de Colombia, Bogotá, 1999.
- Constitución, democracia y control, Universidad Nacional Autónoma de México, México, 2002.
- Estudios de Derecho Constitucional, Centro de Estudios Constitucionales, Madrid, 1998 (3ª ed. de 2013).
- Uso y abuso del decreto-ley. Una propuesta de reinterpretación constitucional, Discurso de Ingreso en la Real Academia de la Jurisprudencia y Legislación, leído en Sesión solemne de 6 de abril de 2016.

### Ediciones de libros
- Coord. (junto con J. J. Solozábal Echavarría), de La democracia constitucional. Estudios en homenaje al profesor Francisco Rubio Llorente (2 vols.), Centro de Estudios Políticos y Constitucionales, Madrid, 2002.
- Coord. (junto con C. Aguado Renedo), de Temas básicos de Derecho Constitucional (3 vols.), Civitas, Madrid, 2001 (2ª ed. 2011).
- Coord. (junto con Á. Gómez Montoro), de El Gobierno. Problemas constitucionales, Centro de Estudios Políticos y Constitucionales, Madrid, 2005.

### Artículos
- «Manuel Azaña: un intento de modernización política», Sistema: Revista de Ciencias Sociales, 2, 1973.
- «Estudio preliminar: Sobre el pensamiento político de Azaña», edición y notas al libro La velada en Benicarló, de M. Azaña, Castalia, Madrid, 1974.
- «La jurisdicción constitucional» (en colaboración con F. Rubio Llorente); y «La Monarquía parlamentaria», en E. García de Enterría (dir.), La Constitución Española de 1978. Estudio sistemático, Civitas, Madrid, 1981.
- «Constitución y Estado de Derecho», en J. Linz, E y E. García de Enterría, España: un presente para el futuro, vol. II, Instituto de Estudios Económicos, Madrid, 1984.
- «La articulación jurídica de la transición», Revista de Occidente, 54, 1985.
- «La interpretación de la Constitución y el carácter objetivado del control jurisdiccional», Revista Española de Derecho Constitucional, 1, 1987.
- «¿Estado jurisdiccional autonómico», Revista Vasca de Administración Pública, 16, 1986.
- «Estudio preliminar» a la obra de C. Schmitt, Sobre el Parlamentarismo, Tecnos, Madrid, 1990.
- «La Constitución Española y el Tratado de la Unión Europea: la reforma de la Constitución», Revista Española de Derecho Constitucional, 42, 1994.
- «Sobre el significado actual del Parlamento y del control parlamentario: información parlamentaria y función de control», en Instrumentos de información de las cámaras parlamentarias, Centro de Estudios Constitucionales, Madrid, 1994.
- Voces de la Enciclopedia Jurídica Civitas, Civitas, 1995 (4 vol.): «Acto con fuerza de ley», «Control parlamentario», «Corona», «Forma de Estado»; «Forma de gobierno», «Libertad de empresa»; «Monarquía parlamentaria»; «Orden constitucional económico»; «Principios constitucionales»; «Reforma constitucional»; «Reforma de los Estatutos de Autonomía»; «Rey»; «Soberanía»; «Tribunal Constitucional».
- «El Estado autonómico: ¿modelo indefinido o modelo inacabado?», Revista Autonomies, 20, 1995.
- «Introducción» a la reed. de M. García Pelayo, Derecho Constitucional Comparado, Alianza, Madrid, 1995.
- «El juez ordinario entre legalidad y constitucionalidad», Anuario de la Facultad de Derecho de la Universidad Autónoma de Madrid, 1, 1997.
- «Constitución y derechos fundamentales», en VV.AA., Estudios de Derecho Constitucional y Ciencia Política: Homenaje al profesor Rodrigo Fernández-Carvajal, Universidad de Murcia, 1997.
- «Entrevista sobre la orientación actual del Derecho Constitucional», Teoría y Realidad Constitucional, 1, 1998.
- «La justicia constitucional en el siglo XX. Balance y perspectivas», en VV.AA., La ciencia del Derecho durante el siglo XX, Universidad Nacional Autónoma de México, México, 1998.
- «Democracia y representación. Dimensiones subjetiva y objetiva del derecho de sufragio», Corts. Anuario de Derecho parlamentario, Cortes Valencianas, 9, 2000.
- «¿Un parlamentarismo presidencialista?», Claves de Razón Práctica, 123, 2002.
- «Encuesta sobre el Gobierno», Teoría y Realidad Constitucional, 14, 2004.
- «El contenido esencial del derecho constitucional a la libertad de empresa», en F. Pérez de los Cobos Orihuel (dir.), Libertad de empresa y relaciones laborales en España, Instituto de Estudios Económicos, Madrid, 2005.
- «Relaciones Tribunal Constitucional-Tribunal Supremo», Revista Española de Derecho Constitucional, 76, 2006.
- «La construcción del Estado autonómico», Cuadernos Constitucionales de la Cátedra Fadrique Furió Ceriol, 54/55, 2006.
- «La organización institucional de las Comunidades Autónomas», Revista Española de Derecho Constitucional, 79, 2007.
- «Comentario al art. 1 CE», en M. Rodríguez Piñero y M. E. Casas Baamonde (dirs.), Comentarios a la Constitución Española. XXX Aniversario, Wolters Kluwer, Madrid, 2008.
- «Del Estado intervencionista al Estado regulador», en F. Becker, L. M. Cazorla, J. Martínez-Simancas y J. M. Sala Arquer (coords.), Tratado de regulación del sector eléctrico, I, Iberdrola/Thomson Aranzadi, Pamplona, 2009.
- «La reforma de la Ley Orgánica del Tribunal Constitucional», Revista Española de Derecho Constitucional, 85, 2009.
- «Significado e influencia de la Constitución de 1812», en Constitución y desarrollo político. Estudios en Homenaje al profesor Jorge de Esteban, Tirant lo Blanch, Valencia, 2013.
- «Dos problemas falsos y uno verdadero: “neoconstitucionalismo”, “garantismo” y aplicación judicial de la Constitución», Cuestiones constitucionales. Revista mexicana de Derecho constitucional, 29, 2013.
- «Un nuevo rey en nuestra Monarquía parlamentaria», Asamblea. Revista Parlamentaria de la Asamblea de Madrid, 31, 2014.